# Omiotl
Der Omiotl ist ein 94 m hoher Hügel auf der Insel Babelthuap im Inselstaat Palau im Pazifik.

## Geographie
Der Hügel liegt im Westen der Insel im administrativen Staat Ngaremlengui bei Ngermetengel (Bkulangriil) an der Küste.